# Alphabet to E-mail
 (janvier 2017).
Alphabet to E-mail: How Written English Evolved and Where It's Heading est un livre de Naomi Baron (en), docteur et professeur de linguistique à l'American University à Washington. Il a été publié en 2000 chez Routledge Press.
Baron y explore l'histoire de la langue anglaise sous sa forme écrite et examine comment elle a évolué au cours du temps, se terminant par une évaluation de l'état de la langue anglaise aujourd'hui. Elle étudie l'influence d'internet et l'utilisation de messagerie électronique sur la langue.
Baron considère que l'email n'a pas de style d'écriture intrinsèque et pense que celui-ci est en train d'évoluer pour ressembler à la parole,. Elle a également exprimé sa déception face à l'effet des moyens électroniques de communication sur l'écrit.
Elle note que ses 25 ans de recherche ont révélé que :

« … les gens offrent de plus des informations exactes et complètes sur eux-mêmes au moment de remplir les questionnaires à l'aide d'un ordinateur que lors de l'achèvement de la même forme sur papier ou par le biais d'un face-à-face entrevue. Les différences sont particulièrement marquées lorsque l'information en question a été personnellement sensible. »

— Naomi Baron, Alphabet to E-mail